# Stethaprioninae

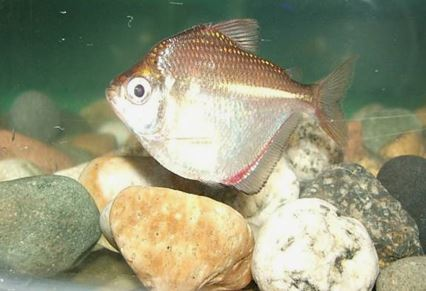
Brachychalcinus nummus.

Stethaprioninae es una subfamilia de peces de agua dulce de la familia Characidae. Se encuentra subdividida en 6 géneros. Algunas de sus especies son denominadas comúnmente con el nombre de monjitas negras, tetras negros o tetras discos. Habitan en lagunas, arroyos, y ríos en regiones templado-cálidas y cálidas del norte y centro de América del Sur, desde Colombia hasta el nordeste de la Argentina. 

## Características
Los integrantes de la subfamilia Stethaprioninae son peces de agua dulce con un cuerpo alto y en forma de disco. Son pequeños, pues la mayor especie ronda los 9 cm de largo. El radio anterior de la aleta dorsal se encuentra semihundido, y se presenta como una minúscula punta. La base de la aleta caudal es escamosa. La línea lateral está completamente desarrollada. La dentición es similar a la de la subfamilia Tetragonopterinae. Los machos sexualmente maduros tienen un gancho pequeño, hacia adelante y que mira hacia atrás, en el extremo  de la aleta anal.

## Taxonomía
Esta subfamilia fue descrita originalmente en el año 1907 por el ictiólogo estadounidense Carl H. Eigenmann. 
Géneros

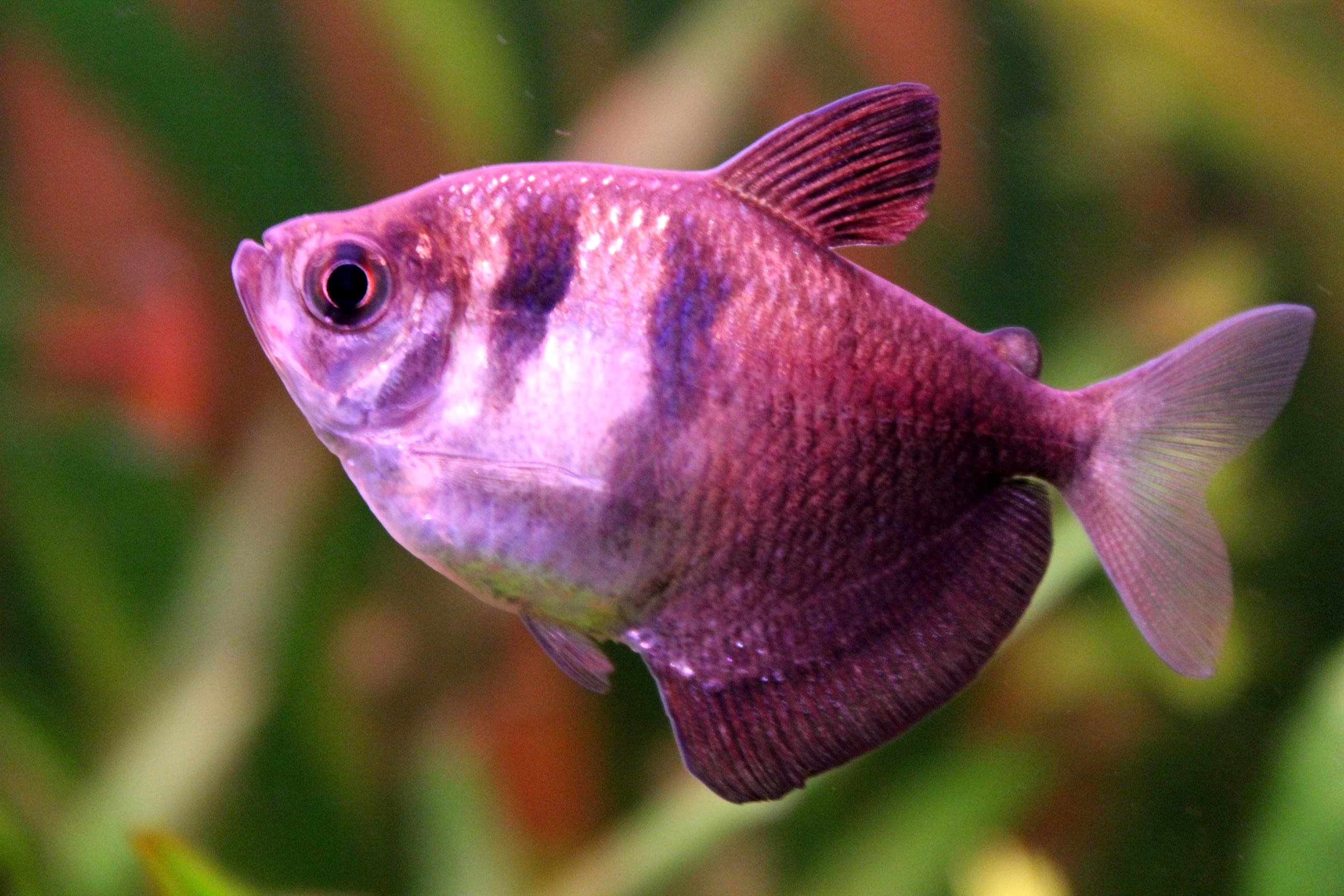
Monjita negra (Gymnocorymbus ternetzi).

Esta subfamilia se subdivide en 6 géneros y 16 especies:
- Brachychalcinus Boulenger, 1892
- Gymnocorymbus Eigenmann, 1908
- Orthospinus Reis, 1989
- Poptella Eigenmann, 1908
- Stethaprion Cope, 1870
- Stichonodon Eigenmann, 1903